# Bolsover (Ontario)
Bolsover ist ein Dorf in den Kawartha Lakes (Ontario; Kanada), westlich des Dorfes Kirkfield an der Kreuzung der Kawartha Lakes Road 48 und der Kawartha Lakes Road 46. Das Dorf liegt südlich des Canal Lake. Der Name der Gemeinde leitet sich wahrscheinlich von Bolsover in Derbyshire (England), ab.

## Geschichte
Im Jahr 1869 war Bolsover ein Dorf mit 150 Einwohnern in der Gemeinde Eldon im County Victoria. Es wurde am Talbot River gegründet. Es lag an der geplanten Strecke der Toronto and Nipissing Railway. Es gab eine Postkutschenverbindung nach Woodville. Der durchschnittliche Preis für Grundstücke lag zwischen 5 und 16 Dollar.

## Sport
In Bolsover befindet sich der Western Trent Golf Club.

## Bekannte Einwohner
Dave Devall, bekannter ehemaliger Meteorologe, der für den Fernsehsender CFTO-TV (CTV Toronto) in Toronto, Ontario, Kanada, tätig war, lebt in Bolsover.